# ボーンビル駅
ボーンビル駅（ボーンビルえき、英語:Bournville station）は、イングランド中部バーミンガムの南西郊に位置し、菓子メーカーのキャドバリーとのつながりで知られるボーンビルにある鉄道駅。南方のレディッチから、バーミンガム・ニューストリート駅を経由して北方のリッチフィールドに至るクロス・シティ線上にある。

## 歴史
この駅はバーミンガム・ウェスト・サバーバン鉄道の一時的な南端の終点として1876年に開業した。当時南への延伸を進めていたバーミンガム・ウェスト・サバーバン鉄道は、キングス・ノートン駅でのバーミンガム・ アンド・グロスター鉄道との接続が難工事となっていた。開業時の駅名はスターチリー・ストリート (Stirchley Street) といい、一本のプラットホームだけの施設だったが、開業後に機回し線が追加された。駅用地の所有者ウスター・アンド・バーミンガム運河との当初の賃借契約では、運河と共用の盛土の上を走る軌道が現在のボーンビル・レーン (Bournville Lane) と交わる真上に駅舎が設けられていた。
1879年にキャドバリーのボーンビル工場が操業を始めると、翌1880年に駅名はスターチリー・ストリート・アンド・ボーンビル (Stirchley Street and Bournville) と改称された。1885年にキングス・ノートン駅でのバーミンガム・ アンド・グロスター鉄道との接続が実現した後、バーミンガム側でもニューストリート駅への乗り入れが実現し、全線の複線化が進められた。このため南行きのプラットホームを線路と運河の間に建設する必要が生じ、結果として今日もなお狭隘なままのコンコースが作られることになった。1904年には複線化が完成、駅名は現行のボーンビルに改称された。
この駅には貨物の取り扱う施設が設けられたことはないが、駅の北には、全長6マイル（およそ10キロメートル）に及ぶキャドバリーの専用鉄道であったボーンビル工場鉄道 (Bournville Works Railway) の引き込み線があり、駅の南には、1895年に開設されたミッドランド鉄道の扇形庫など機関車車庫があったが、1961年に閉鎖に至った。
1978年には駅の改築、1993年には電化が実施されている。

## 現在
キャドバリーのチョコレート工場は今も駅に隣接して存在し、駅舎の一部はキャドバリー社のシンボル色である紫に塗装されている。駅の看板には、有名なキャドバリーのロゴが掲げられており、この駅がキャドバリーワールドの下車駅であることを示している。
現在、この駅に停車するのはクロス・シティ線の電車（323形を使用）だけである。運行はすべて、ウェスト・ミッドランズ交通局の委託を受けて、ウェスト・ミッドランズ・トレインズがウェスト・ミッドランズ・レールウェイのブランドで行っている。運賃ゾーンは3に属する。
ボーンビル駅には、当時のセントラル・トレインズによって2006年に設置された、リアルタイムで運行情報を表示する出発案内板がある。
2010年、ボーンビル駅は、マイケル・ポルティーリョがホストを務めるテレビ番組『Great British Railway Journeys』の第18回で取り上げられた。

## 利用状況
- 2004-05年 - 34万2千人
- 2005-06年 -  37万5千人
- 2006-07年 -  40万6千人
- 2007-08年 -  46万7千人
- 2008-09年 -  77万3千人

## 隣の駅
■ウェスト・ミッドランズ・レールウェイ（ウェスト・ミッドランズ・トレインズ）
セリー・オーク駅 - ボーンビル駅 -  キングス・ノートン駅